# Somerdale Factory

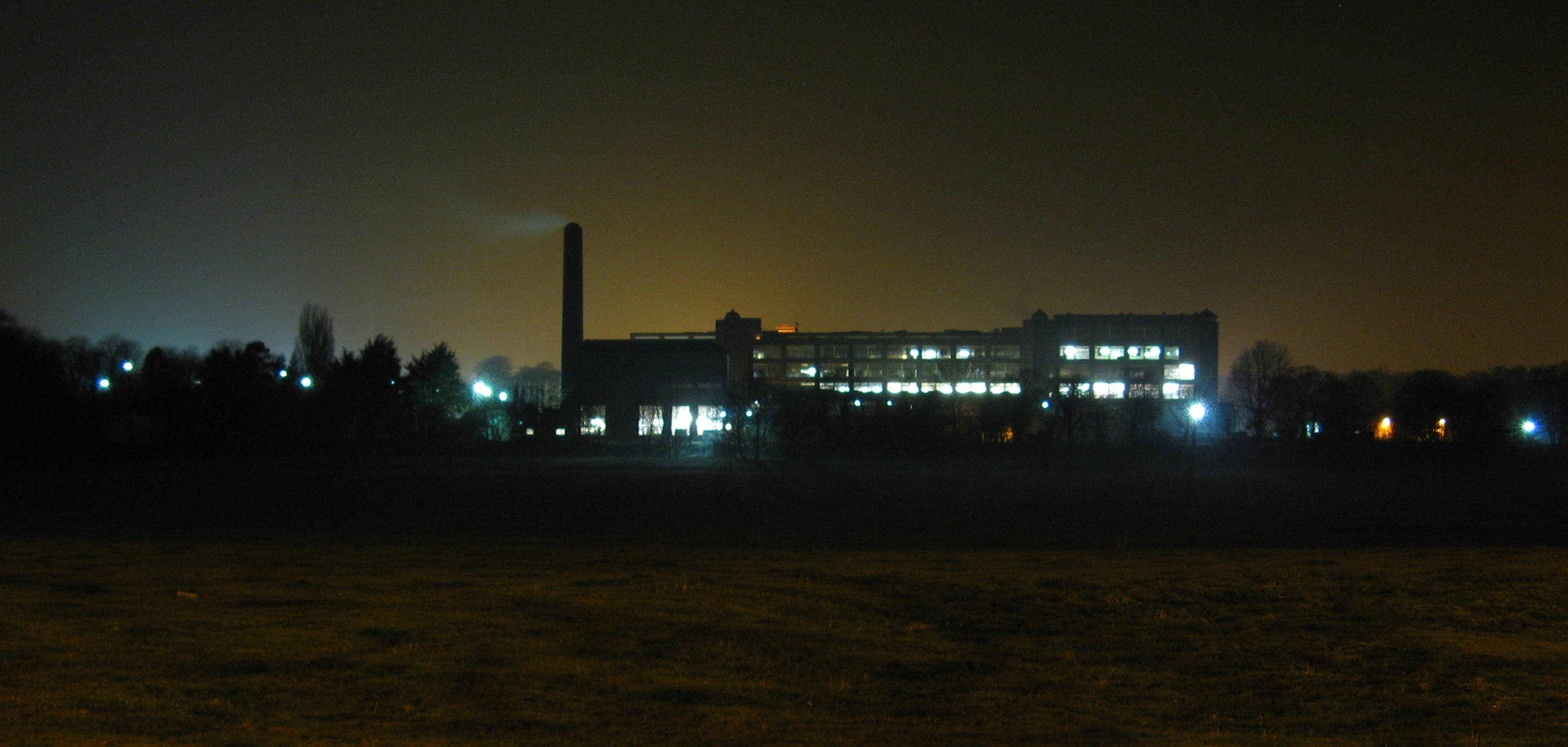
La fábrica por la noche durante el último mes de operaciones

Somerdale era una fábrica de chocolate ubicada en Keynsham (cerca de Bristol, en el suroeste de Inglaterra). Fue cerrada por la empresa Kraft Foods en 2011. Era la sede de Cadbury plc y su instalación de producción, construida originalmente por la familia Fry cuando se expandió el negocio mediante la consolidación de varias instalaciones existentes ubicadas en el centro de Bristol.

## Historia

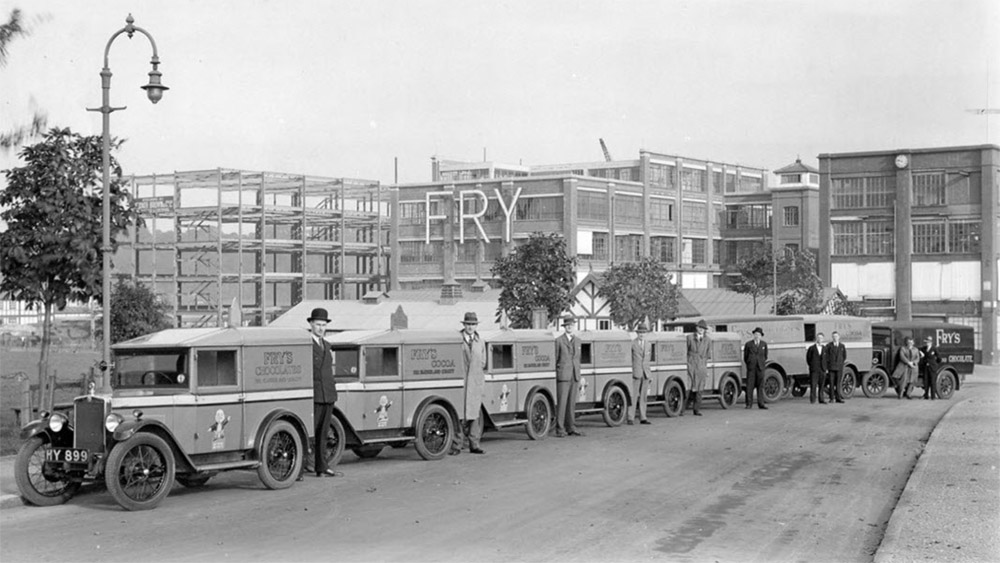
Somerdale Factory poco después de abrir

Después de la Primera Guerra Mundial,  Cadbury Brothers emprendió una fusión financiera con J. S. Fry & Sons, que se completó en 1919. Como resultado de la fusión, Egbert Cadbury se incorporó a la parte del negocio adquirida a Fry. Junto con Cecil Roderick Fry jugó un papel decisivo en la reubicación y las operaciones en Bristol de Fry, decidiendo su traslado desde Union Street hasta una parcela de 228 acres (0,92 km²) denominada Somerdale Garden City, tras una evaluación de opciones a nivel nacional en 1923.
Siguiendo el ideario de su origen cuáquero, los propietarios construyeron la fábrica con instalaciones sociales, incluidas áreas de recreo y un gran campo de deportes, que todavía hoy presta servicio a la ciudad de Keynsham. El traslado a la nueva fábrica duró 11 años, ya que la producción se transfirió gradualmente a medida que se erigían los nuevos bloques. Finalmente completado el complejo fabril en 1935, en su apogeo, la fuerza de trabajo de Somerdale superaba los 5000 empleados. Tenía su propia estación de suministro eléctrico y un ramal de ferrocarril, con conexión al Great Western Railway a través de las vías de apartado de la Keynsham railway station. Durante la Segunda Guerra Mundial, con la producción de chocolate reducida debido al racionamiento, Rolls Royce utilizó el espacio sobrante en la factoría para producir motores Merlin.
Anteriormente, Keynsham Cadbury fabricaba productos como el Fry's Chocolate Cream, el Double Decker, el Dairy Milk, los Botones de chocolate, los Cream Eggs y Mini Eggs, el Cadbury's Fudge, y los Chomp y Crunchie. Según los empleados de Cadbury (o 'soldadores de chocolate', como se los conoce localmente), la máquina que producía los Crunchie llegó a fabricar más de un millón de barras al día.
El 3 de octubre de 2007, Cadbury anunció sus planes para cerrar la planta de Somerdale en 2010, con la pérdida de unos 500 puestos de trabajo. Otro factor que motivó esta decisión fue el alto valor inmobiliario de la tierra. El diputado laborista de Wansdyke, Dan Norris dijo que "Las noticias del cierre de la fábrica son un duro y fuerte golpe, no solo para la fuerza de trabajo, sino para toda la comunidad de Keynsham".

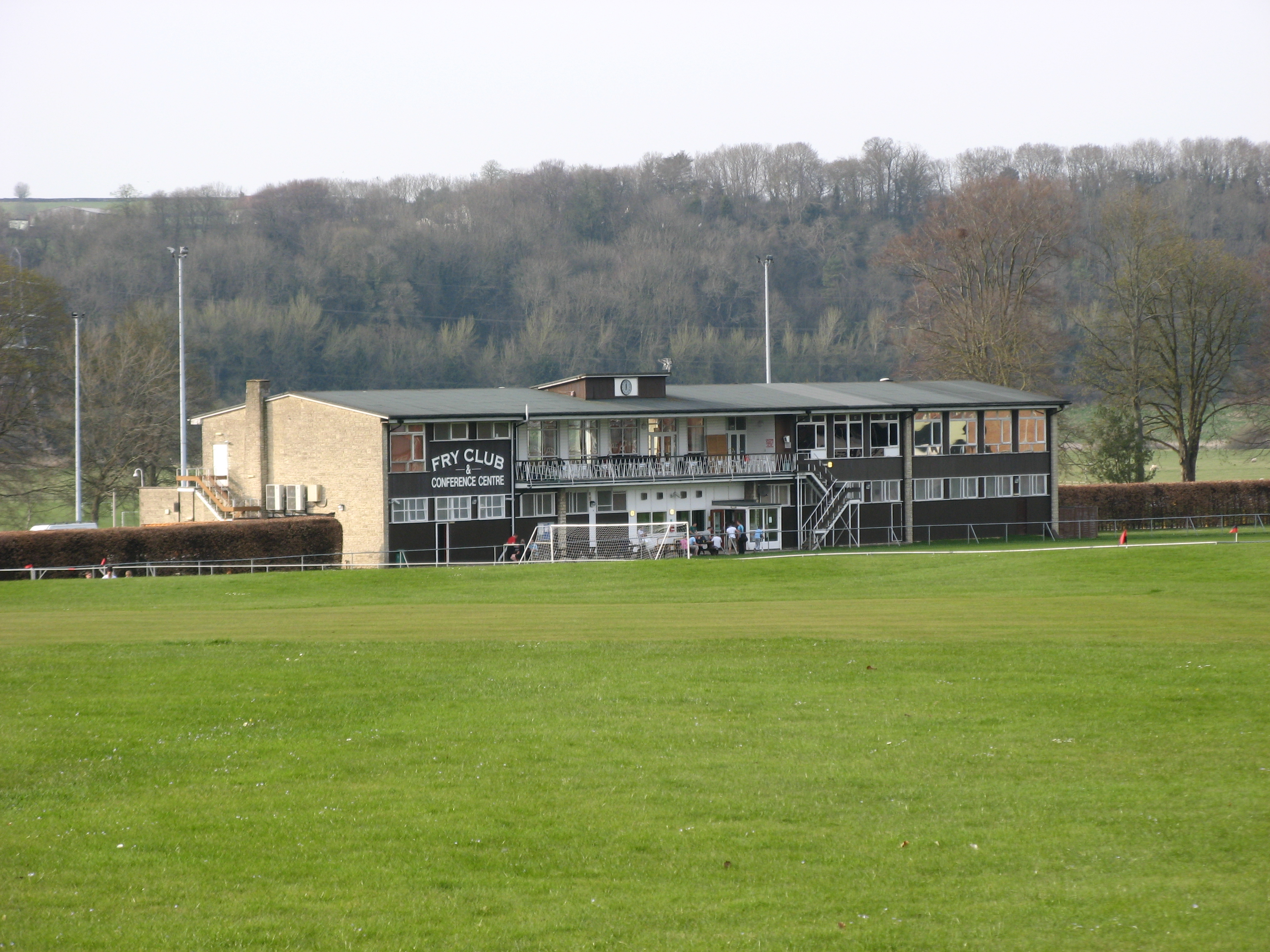
Fry Club, que se reconstruirá en otra ubicación

A fines de 2007, las campañas para salvar la fábrica de Cadbury en Somerdale estaban en pleno apogeo. Un residente local comenzó una campaña para instar a English Heritage a proteger el lugar y preservar la historia de la fábrica. Esta campaña esperaba detener la venta del suelo para la construcción de viviendas y la destrucción de la fábrica de Somerdale.
En febrero de 2010, tras la adquisición de Cadbury plc por Kraft Foods, se confirmó que el cierre tendría lugar en 2011. La producción fue trasladada a una fábrica del grupo situada en Skarbimierz, Polonia. Sin embargo, se había prometido que no se trasladaría por completo fuera del Reino Unido. La fábrica cerró el 31 de marzo de 2011, después de lo cual se envió la maquinaria a Polonia.

## Regeneración
A principios de enero de 2012, se acordó la venta de 220 acres de superficie al promotor inmobiliario Taylor Wimpey, que deseaba construir 700 viviendas, una residencia, algunas tiendas, un restaurante y una guardería de 210 plazas y una escuela primaria. Los planes de urbanización conservaron las instalaciones deportivas existentes y reconstruyen el Fry Club.
Pero se demolió del "Bloque D" de la fábrica, con el objeto de disponer del espacio necesario para reconstruir el Fry Club. En agosto de 2014, parte de la fábrica había sido demolida. En septiembre de 2014 se inauguraron casas de muestra y se comenzaron a vender casas.
Con la esperanza de continuar la tradición de The Fry Club como el centro social de la zona, se inauguró un nuevo edificio en noviembre de 2015 para proporcionar servicios de ocio, salud y entretenimiento, así como instalaciones para bodas y fiestas privadas. El nuevo pabellón Somerdale está gestionado por la organización benéfica Aquaterra Leisure.